# Aralt mac Sitric
Harald Sigtryggsson (vieil irlandais:Aralt mac Sitric; vieux norrois : Haraldr, mort en 940) est un chef Viking qui règne sur Limerick au début du Xe siècle. Il est le fils de Sigtryggr Caoch et l'arrière-petit-fils de Ímar, donc un membre de la lignée des Uí Ímair. Il devient roi de Limerick après la capture de son roi Amlaíb Cenncairech, par son cousin Olaf Gothfrithson, roi de Dublin, pendant la bataille de Lough Ree en 937. Harald meurt en 940 et il a comme successeur Ivarr de Limerick.

## Contexte
Les principales sources historiques pour cette période sont les sagas scandinaves et les chroniques d'Irlande. Quelques-unes de ces annales comme les Annales d'Ulster, sont considérées comme des récits contemporains, alors que les sagas ont été composées à des dates très postérieures aux événements qu'elles évoquent et donc de ce fait considérées comme moins sures. D'autres annales comme les Annales fragmentaires d'Irlande et les Annales des quatre maitres ont été compilées à des dates postérieures à partir de sources contemporaines  et de fragments de sagas. Selon Downham: " En dehors de ces ajouts [de fragments de saga], les chroniques irlandaises sont considérées par les chercheurs comme des récits largement exacts, quoique partisans dans leur présentation des événements".

## Biographie
Dans le milieu de la décennie 930 Amlaíb Cenncairech est roi de Limerick et Olaf Gothfrithson est roi de Dublin. À cette époque  Olaf Scabby-head a récemment mené avec succès des raids à travers l'Irlande et Olaf Guthfrithson a besoin de succès identiques pour imposer son autorité. Il commence à piller les centres royaux de Loch Gabhair et Knowth dans le royaume
de Brega en 935. Il poursuit l'année suivante en saccageant le monastère de Clonmacnoise près de Limerick, mais cette incursion dans la zone d'influence de  Limerick engendre un conflit entre les deux rois Vikings. La bataille décisive intervient en 937 lorsque la flotte de Limerick est écrasée sur le Lough Ree et Olaf fait prisonnier. Cette victoire signifie que désormais tous les "établissements scandinaves en Irlande sont sous l'autorité d'Olaf Guthfrithson, et il installe son cousin  Harald Sigtryggsson comme roi à Limerick.
Harald est tué dès 940 par le Caenraighi d'Aidhne. Selon Lenihan ce groupe est "un sept installé dans l'actuelle baronnie de Kiltartan, dans le comté de Galway". Les Annales des quatre maitres présentent l'événement ainsi :
Aralt ua Ímar, i.e. le fils de Sitric, seigneurs des Étrangers de Luimneach, est tué au Connacht par les Caenraighi d'Aidhne.
On trouve un récit identique dans les Annales de Clonmacnoise, les Annales d'Inisfallen, et le  Chronicon Scotorum. Son successeur immédiat comme roi de Limerick est inconnu par les Annales d'Inisfallen relèvent qu'en 969 Limerick est sous l'autorité de Ivar.

## Relations familiales
Harald a été identifié par les chercheurs comme le fils de Sitric Cáech, roi de Dublin et de la Northumbrie viking, et un frère d'Amlaíb Cuarán, qui règne aussi à Dublin et en Northumbria. Les Annales de Clonmacnoise mentionnent deux autres fils de Sitric, Auisle et Sichfrith, qui tombent lors de la bataille de  Brunanburh  en 937.
Gofraid († 954) doit être aussi un autre frère. Bien que son père ne soit nommé que « Sitric », il n'est donc pas possible de dire de façon concluante si lui et Harald étaient parents. Selon la Orkneyinga saga, une fille de  Sitric nommée Gytha épouse Olaf Tryggvason, roi de Norvège, mais Hudson estime que c'est improbable car cette union serait intervenue 63 ans après la mort de Sitric. Il est beaucoup plus probable que cette Gytha soit une petite-fille de Sitric par son fils Amlaíb Cuarán. Sitric épouse une sœur anonyme de Æthelstan, roi des Anglo-Saxons en 926. On ignore si Sitric a eu des enfants avec elle, mais la tradition rapporte qu'à Bury au début du XIIe siècle elle était identifié comme Edith de Polesworth. La véracité de cette identification fait débat comme celle de son nom mais dans ce cas elle se serait retirée dans un monastère une fois veuve.
Deux personnages, Maccus mac Arailt et Gofraid mac Arailt, qui sont actifs dans la région de la mer d'Irlande au cours des décennies 970 et 980 et qui règnent comme rois des Îles sont sans doute des fils Harald. Une théorie alternative formulée par Hudson, suggère que Harald n'est pas le père de
Maccus et Gofraid, et que leur père serait au contraire un homme connu sous le nom de 
Harold de Bayeux. L'identification de Harald Sigtryggsson comme père de
Maccus et Gofraid est cependant accepté depuis le XVIIe siècle et selon Downham "Si la paternité de Maccus et Guðrøðr [Gofraid] ne peut être prouvée, elle est confortée par le poids de l'évidence de leur 
connexions avec l'Irlande". Dans une revue, Woolf ajoute que la théorie d'Hudson  est peu plausible.

## Source de la traduction
- (en) Cet article est partiellement ou en totalité issu de l’article de Wikipédia en anglais intitulé « Harald Sigtryggsson » (voir la liste des auteurs).